# Friedrich Prinz (Althistoriker)
Friedrich Prinz (geboren am 10. April 1944 in Marburg; gestorben am 17. Oktober 1984 in Göttingen) war ein deutscher Althistoriker.

## Leben und Werk
Friedrich Prinz, Sohn des Pathologen Friedrich Prinz (1912–1971) und der Anneliese Prinz, geborene Kranz, besuchte von 1954 bis 1961 das Gymnasium Philippinum in Marburg und danach das Domgymnasium Fulda, wo er 1963 das Abitur ablegte. Zum Sommersemester 1963 begann er sein Studium an der Universität Marburg in den Fächern Klassische Philologie und Alte Geschichte, das er ab dem Wintersemester 1964/65 an der Universität Göttingen fortsetzte und 1969 abschloss. Am 27. Januar 1970 wurde er mit der Dissertation Untersuchungen zu griechischen Gründungssagen zum Dr. phil. promoviert, die vom Althistoriker Alfred Heuß und vom Philologen Wolf-Hartmut Friedrich betreut wurde. Die Arbeit erschien 1979 in überarbeiteter Form in der Schriftenreihe Zetemata.
Nach der Promotion war Prinz als Assistent am Seminar für Alte Geschichte tätig. Er beschäftigte sich weiterhin intensiv mit der griechischen Mythologie und verfasste einen ausführlichen Artikel über Herakles für Paulys Realenzyklopädie der klassischen Altertumswissenschaft (RE).
Friedrich Prinz starb am 17. Oktober 1984 nach schwerer Krankheit. Seine 1227 Titel umfassende Privatbibliothek wurde versteigert.

## Schriften (Auswahl)
- Herakles. In: Paulys Realencyclopädie der classischen Altertumswissenschaft (RE). Supplementband XIV, Stuttgart 1974, Sp. 137–196.
- Gründungsmythen und Sagenchronologie (= Zetemata. Band 72), Beck, München 1979, ISBN 3-406-05162-6.